# Campionati italiani di triathlon del 2013
I Campionati italiani di triathlon del 2013 (XXV edizione) si sono tenuti a Sapri in Campania, in data 1º settembre 2013.
Tra gli uomini ha vinto Alessandro Fabian ( Carabinieri), mentre la gara femminile è andata a Charlotte Bonin ( Fiamme Azzurre).

## Risultati

### Élite uomini
| Pos. | Atleta               | Società sportiva     | Nuoto    | Bici     | Corsa    | Totale   |
| ---- | -------------------- | -------------------- | -------- | -------- | -------- | -------- |
|      | Alessandro Fabian    | Carabinieri          | 00:19:11 | 00:51:21 | 00:28:52 | 01:39:24 |
|      | Davide Uccellari     | Fiamme Azzurre       | 00:19:28 | 00:52:17 | 00:27:47 | 01:39:32 |
|      | Daniel Hofer         | Carabinieri          | 00:19:35 | 00:52:11 | 00:27:50 | 01:39:36 |
| 4    | Andrea Secchiero     | Fiamme Oro           | 00:19:22 | 00:52:24 | 00:27:52 | 01:39:38 |
| 5    | Andrea De Ponti      | Friesian Team        | 00:19:17 | 00:51:17 | 00:29:06 | 01:39:40 |
| 6    | Gregory Barnaby      | 707                  | 00:19:17 | 00:51:16 | 00:29:15 | 01:39:48 |
| 7    | Mattia Ceccarelli    | T.D. Rimini          | 00:19:09 | 00:51:26 | 00:29:22 | 01:39:57 |
| 8    | Luca Facchinetti     | T.D. Rimini          | 00:19:20 | 00:52:24 | 00:28:29 | 01:40:13 |
| 9    | Giulio Molinari      | Carabinieri          | 00:19:15 | 00:51:20 | 00:29:50 | 01:40:25 |
| 10   | Massimo De Ponti     | Carabinieri          | 00:19:36 | 00:52:17 | 00:28:49 | 01:40:42 |
| 11   | Jonathan Ciavattella | Esercito             | 00:19:19 | 00:52:33 | 00:29:13 | 01:41:05 |
| 12   | Alberto Casadei      | Fiamme Oro           | 00:19:21 | 00:52:18 | 00:29:33 | 01:41:12 |
| 13   | Manuel Biagiotti     | Friesian Team        | 00:19:34 | 00:52:13 | 00:29:27 | 01:41:14 |
| 14   | Isacco Andrenucci    | Oxygen Triathlon     | 00:19:35 | 00:52:19 | 00:29:51 | 01:41:45 |
| 15   | Lorenzo Ciuti        | Minerva Roma         | 00:19:35 | 00:52:05 | 00:30:25 | 01:42:05 |
| 16   | Davide Bargellini    | Friesian Team        | 00:19:21 | 00:52:28 | 00:30:51 | 01:42:40 |
| 17   | Riccardo De Palma    | Minerva Roma         | 00:19:19 | 00:52:32 | 00:31:27 | 01:43:18 |
| 18   | Andrea Morelli       | CUS Torino Triathlon | 00:19:25 | 00:52:23 | 00:31:54 | 01:43:42 |
| 19   | Manuele Canuto       | Fiamme Oro           | 00:19:34 | 00:52:10 | 00:32:22 | 01:44:06 |
| 20   | Jacopo Butturini     | 707                  | 00:19:29 | 00:52:20 | 00:32:36 | 01:44:25 |

### Élite donne
| Pos. | Atleta                         | Società sportiva             | Nuoto    | Bici     | Corsa    | Totale   |
| ---- | ------------------------------ | ---------------------------- | -------- | -------- | -------- | -------- |
|      | Charlotte Bonin                | Fiamme Azzurre               | 00:21:46 | 01:00:50 | 00:32:17 | 01:54:53 |
|      | Daniela Chmet                  | Fiamme Oro                   | 00:21:51 | 01:00:44 | 00:32:45 | 01:55:20 |
|      | Gaia Peron                     | Fiamme Oro                   | 00:21:16 | 01:01:24 | 00:33:24 | 01:56:04 |
| 4    | Elena Maria Petrini            | Minerva Roma                 | 00:22:16 | 01:00:22 | 00:33:54 | 01:56:32 |
| 5    | Margie Santimaria              | Fiamme Oro                   | 00:21:54 | 01:00:47 | 00:34:17 | 01:56:58 |
| 6    | Lisa Schanung                  | Bressanone Nuoto             | 00:22:19 | 01:00:18 | 00:35:17 | 01:57:54 |
| 7    | Elisa Marcon                   | Tri. Rari Nantes Marostica   | 00:22:16 | 01:00:25 | 00:36:11 | 01:58:52 |
| 8    | Veronica Signorini             | Triathlon Cremona Stradivari | 00:21:55 | 01:00:50 | 00:37:06 | 01:59:51 |
| 9    | Giorgia Priarone               | T.D. Rimini                  | 00:24:10 | 01:02:28 | 00:34:29 | 02:01:07 |
| 10   | Luisa Iogna-Prat               | T.D. Rimini                  | 00:23:04 | 01:03:35 | 00:36:17 | 02:02:56 |
| 11   | Chiara Piccinelli              | Aquatica Torino              | 00:22:25 | 01:04:17 | 00:37:13 | 02:03:55 |
| 12   | Federica Curatolo              | CUS Torino Triathlon         | 00:23:07 | 01:03:33 | 00:41:46 | 02:08:26 |
| 13   | Teodolinda Camera              | Virtus                       | 00:26:07 | 01:06:26 | 00:37:35 | 02:10:08 |
| 14   | Ilaria Titone                  | Aquatica Torino              | 00:23:08 | 01:05:00 | 00:42:13 | 02:10:21 |
| 15   | Ilaria Fioravanti              | Minerva Roma                 | 00:25:26 | 01:07:12 | 00:38:31 | 02:11:09 |
| 16   | Francesca Galluzzo             | Junior Brindisi              | 00:24:29 | 01:08:23 | 00:38:37 | 02:11:29 |
| 17   | Valentina Sanfelice di Bagnoli | Canottieri Napoli            | 00:26:54 | 01:05:51 | 00:42:13 | 02:14:58 |
| 18   | Consuelo Ferragina             | Canottieri Napoli            | 00:28:17 | 01:10:04 | 00:38:54 | 02:17:15 |
| 19   | Patrizia Tropiano              | Nadir on the Road            | 00:36:15 | 01:03:40 | 00:42:34 | 02:22:29 |
| 20   | Roberta Siviero                | Canottieri Napoli            | 00:29:25 | 01:10:31 | 00:42:57 | 02:22:53 |